# Cyanopterus longicauda
Cyanopterus longicauda är en stekelart som först beskrevs av Brulle 1846.  Cyanopterus longicauda ingår i släktet Cyanopterus och familjen bracksteklar. Inga underarter finns listade i Catalogue of Life.